# John Pohl
John Pohl (né le 29 juin 1979 à Rochester dans l'État du Minnesota aux États-Unis) est un joueur professionnel américain de hockey sur glace. Il évoluait au poste de centre.

## Biographie
Après avoir évolué dans l'USHL avec les Vulcans de Twin City, Pohl est repêché au neuvième tour par les Blues de Saint-Louis au 255e rang lors du repêchage d'entrée dans la LNH 1998. Après le repêchage, il rejoint l'Université du Minnesota et joue pour les Golden Gophers durant quatre saisons. Il connaît sa meilleure saison en 2001-2002 avec une récolte de 79 points (27 buts et 52 aides) en 44 parties, a été nommé dans plusieurs équipes d'étoiles et remporte le championnat de la NCAA avec les Golden Gophers.
Après avoir terminé ses études universitaires, il devient professionnel en 2002 lorsqu'il évolue avec les IceCats de Worcester, le club-école des Blues dans la Ligue américaine de hockey. Il rejoint l'équipe des États-Unis lors du championnat du monde de 2003, tournoi où son équipe finit treizième. Il ne joue qu'un seul match avec les Blues en 2003-2004 avant d'être transféré aux Maple Leafs de Toronto en août 2005.
Il passe la majorité de la saison 2005-2006 dans la LAH avec les Marlies de Toronto, la saison suivante, il devient un joueur régulier avec les Maple Leafs, jouant 74 parties et réalisant 29 points. Il ne joue que 33 parties avec les Leafs en 2007-2008 après avoir manqué une partie de la saison à cause d'une blessure à la cheville.
En mai 2008, il s'entend avec le HC Lugano qui évolue au championnat suisse, la Ligue nationale A. Il joue 22 matchs avec Lugano avant de changer d'équipe et de championnat en cours de saison après avoir signé avec l'équipe suédoise du Frölunda HC en janvier 2009. La saison suivante, il signe un contrat valide pour la LAH avec les Wolves de Chicago, équipe avec laquelle il termine sa carrière professionnelle.

## Statistiques

### En club
| Saison     | Équipe                  | Ligue      |     | Saison régulière | Saison régulière | Saison régulière | Saison régulière | Saison régulière |   | Séries éliminatoires | Séries éliminatoires | Séries éliminatoires | Séries éliminatoires | Séries éliminatoires |
| Saison     | Équipe                  | Ligue      | PJ  | B                | A                | Pts              | Pun              | PJ               | B | A                    | Pts                  | Pun                  |                      |                      |
| 1997-1998  | Vulcans de Twin City    | USHL       | 10  | 6                | 3                | 9                | 10               | -                | - | -                    | -                    | -                    |                      |                      |
| 1998-1999  | Université du Minnesota | WCHA       | 42  | 7                | 10               | 17               | 18               | -                | - | -                    | -                    | -                    |                      |                      |
| 1999-2000  | Université du Minnesota | WCHA       | 41  | 18               | 41               | 59               | 26               | -                | - | -                    | -                    | -                    |                      |                      |
| 2000-2001  | Université du Minnesota | WCHA       | 38  | 19               | 26               | 45               | 24               | -                | - | -                    | -                    | -                    |                      |                      |
| 2001-2002  | Université du Minnesota | WCHA       | 44  | 27               | 52               | 79               | 26               | -                | - | -                    | -                    | -                    |                      |                      |
| 2002-2003  | IceCats de Worcester    | LAH        | 58  | 26               | 32               | 58               | 34               | 3                | 0 | 1                    | 1                    | 6                    |                      |                      |
| 2003-2004  | IceCats de Worcester    | LAH        | 65  | 16               | 25               | 41               | 65               | 3                | 0 | 1                    | 1                    | 2                    |                      |                      |
| 2003-2004  | Blues de Saint-Louis    | LNH        | 1   | 0                | 0                | 0                | 0                | -                | - | -                    | -                    | -                    |                      |                      |
| 2004-2005  | IceCats de Worcester    | LAH        | 13  | 3                | 6                | 9                | 2                | -                | - | -                    | -                    | -                    |                      |                      |
| 2005-2006  | Marlies de Toronto      | LAH        | 60  | 36               | 39               | 75               | 42               | 5                | 1 | 5                    | 6                    | 10                   |                      |                      |
| 2005-2006  | Maple Leafs de Toronto  | LNH        | 7   | 3                | 1                | 4                | 4                | -                | - | -                    | -                    | -                    |                      |                      |
| 2006-2007  | Maple Leafs de Toronto  | LNH        | 74  | 13               | 16               | 29               | 10               | -                | - | -                    | -                    | -                    |                      |                      |
| 2007-2008  | Maple Leafs de Toronto  | LNH        | 33  | 1                | 4                | 5                | 10               | -                | - | -                    | -                    | -                    |                      |                      |
| 2008-2009  | HC Lugano               | LNA        | 22  | 3                | 22               | 25               | 26               | -                | - | -                    | -                    | -                    |                      |                      |
| 2008-2009  | Frölunda HC             | Elitserien | 12  | 5                | 7                | 12               | 6                | 11               | 2 | 7                    | 9                    | 8                    |                      |                      |
| 2009-2010  | Wolves de Chicago       | LAH        | 66  | 20               | 33               | 53               | 12               | 14               | 3 | 3                    | 6                    | 2                    |                      |                      |
| Totaux LNH | Totaux LNH              | Totaux LNH | 115 | 17               | 21               | 38               | 24               | -                | - | -                    | -                    | -                    |                      |                      |

### En équipe nationale
| Année | Compétition          |   | PJ | B | A | Pts | Pun       |  | Résultat |
| 2003  | Championnat du monde | 6 | 3  | 4 | 7 | 0   | 13e place |  |          |

## Trophées et honneurs personnels
- 1999-2000 : nommé dans la deuxième équipe d'étoiles de la WCHA.
- 2001-2002 :
  - nommé dans la première équipe d'étoiles de la WCHA.
  - nommé dans la première équipe d'étoiles de la région Ouest de la NCAA.
  - nommé joueur de l'année de la région Ouest de la NCAA.
  - champion de la NCAA avec les Golden Gophers du Minnesota.
  - nommé dans l'équipe d'étoiles du tournoi de la NCAA.
- 2005-2006 : participe au Match des étoiles de la LAH.